# SX Arietis-variabel
SX Arietis-variabler är en klass av variabla stjärnor. De är i allmänhet stjärnor i huvudserien av spektraltyp B0p till B9p – högtemperaturanaloger av Alfa2 Canum Venaticorum-variabler - och uppvisar starka magnetfält och intensiva spektrallinjer av He I- och Si III-. De har variationer i ljusstyrka på cirka 0,1 skenbar magnitud med perioder på ungefär ett dygn. Prototypen för denna klass är 56 Arietis, som bär den variabla stjärnbeteckningen SX Arietis.

## Lista
Följande lista innehåller ett urval av SX Arietis-variabler som är av intresse för såväl amatörastronomer som professionella astronomer. Om inget annat anges är ljusstyrkan angiven i visuell magnitud.
| Stjärna                | Medeltal Skenbar magnitud | Spektral- typ | Period (i dygn)          | Avstånd (i parsek) |
| ---------------------- | ------------------------- | ------------- | ------------------------ | ------------------ |
| Alfa Sculptoris        | 4,27                      | B7IIIp        |                          | 238                |
| Sigma Lupi             | 4,42                      | B2III         | 3,02                     | 176                |
| HD 125823              | 4,42                      | B7IIIpv       | 8,82                     | 140                |
| HR 2949                | 4,43                      | B5IV          | 1,90                     | 113                |
| 28 Cygni               | 4,25Ve                    | 0,70          | 317                      |                    |
| 36 Lyncis              | 5,29                      | B9            | 3,83                     | 178                |
| V913 Scorpii           | 5,43                      | B5V           | 0,98                     | 170                |
| V692 Coronae Australis | 5,46                      | B2.5III       | 1,67                     | 357                |
| HD 21699               | 5,46                      | B8IIImnp      | 2,48                     | 186                |
| 56 Arietis             | 5,76                      | B6IV-V        | 0,73                     | 154                |
| HD 133880              | 5,79                      | B8IVSi        | 0,88                     | 111                |
| HD 28843               | 5,81                      | B9III         | 1,37                     | 146                |
| 3 Scorpii              | 5,87                      | B8III/IV      | 1,46                     | 158                |
| V957 Scorpii           | 5,90                      | B6V           |                          | 258                |
| V929 Scorpii           | 5,92                      | B8V           | 1,49                     | 161                |
| HR 7355                | 6,02                      | B2Vn          | 0,52                     | 273                |
| HD 145792              | 6,42                      | B6IV          | 1,70                     | 144                |
| HD 37017               | 6,56                      | B1.5V         | även förmörkelsevariabel | 380                |
| Sigma Orionis E        | 6,61                      | B2Vp          | 1,19                     | 329                |
| HD 37776               | 6,96                      | B2V           | 1,54                     | 330                |
| HD 37058               | 7,30                      | B3Vp          | 15,26                    |                    |
| HD 184927              | 7,44                      | B2V           | 9,35                     | 543                |
| HD 191612              | 7,80                      | O8fpe         | 538                      | 2041               |
| HD 35298               | 7,91                      | B7IV          | 1,85                     | 532                |
| HD 36668               | 8,05                      | B8V           | 2,12                     | 249                |
| HD 34626               | 8,16                      | B1.5IVnp      | 0,50                     | 483                |